# Гернот Траунер
Гернот Траунер (  је аустријски професионални фудбалер који игра на позицији централног бека за клуб Ередивизије Фејенорд, чији је капитен, и за репрезентацију Аустрије.

## Играчка каријера

### Клубови
Траунер је изашао из омладинске школе аустријског клуба Ласк. Забележио је свој деби у аустријској Бундеслиги 31. јула 2010. године у утакмици против Рида. У лето 2012. Траунер се преселио у Рид, а 1. септембра у мечу против Штурма, дебитовао је за нови клуб. Гернот је 7. марта 2015. у мечу против Гредига постигао свој први гол за Рид. У лето 2017. Траунер се вратио у Ласк а 17. фебруара 2018. у мечу против Рајндорф Алтакса постигао свој први гол за звој нови−стари тим. У Лиги Европа постигао је два гола за свој клуб. Први гол је постигао 12. децембра 2019. године, у утакмици против Спортинга из Лисабона,, а други гол 1. октобра 2020. године, на утакмици против Спортинга.
У лето 2021. Траунер је прешао у холандски Фејенорд а 15. августа, у мечу против Вилема II, дебитовао је у Ередивизији.

### Репрезентација
Траунер је представљао Аустрију на нивоу до 18, до 19 и до 21 године и био је члан аустријског тима на Европском првенству до 19 година 2010. године, где је играо у све три утакмице Аустрије и постигао гол против Енглеске.
За сениорску репрезентацију Аустрије дебитовао је 16. октобра 2018. у пријатељској утакмици против Данске. Трануер је 11. новембра 2020. постигао је свој први међународни гол у гостујућој пријатељској победи против Луксембурга у победи са резултатом од 3–0.
На дан 7. јуна 2024. године, Траунер је уврштен у тим од 26 играча за УЕФА Еуро 2024, а 21. јуна, у утакмици Европског првенства, постигао је свој први гол главом за своју земљу у победи од 3–1 над Пољском.